# Fary l'ânesse
 (novembre 2022).
La mise en forme du texte ne suit pas les recommandations de Wikipédia : il faut le « wikifier ».
Les points d'amélioration suivants sont les cas les plus fréquents :
- Les titres sont pré-formatés par le logiciel. Ils ne sont ni en capitales, ni en gras.
- Le texte ne doit pas être écrit en capitales (les noms de famille non plus), ni en gras, ni en italique, ni en « petit »…
- Le gras n'est utilisé que pour surligner le titre de l'article dans l'introduction, une seule fois.
- L'italique est rarement utilisé : mots en langue étrangère, titres d'œuvres, noms de bateaux, etc.
- Les citations ne sont pas en italique mais en corps de texte normal. Elles sont entourées par des guillemets français : « et ».
- Les listes à puces sont à éviter, des paragraphes rédigés étant largement préférés. Les tableaux sont à réserver à la présentation de données structurées (résultats, etc.).
- Les appels de note de bas de page (petits chiffres en exposant, introduits par l'outil «  Source ») sont à placer entre la fin de phrase et le point final[comme ça].
- Les liens internes (vers d'autres articles de Wikipédia) sont à choisir avec parcimonie. Créez des liens vers des articles approfondissant le sujet. Les termes génériques sans rapport avec le sujet sont à éviter, ainsi que les répétitions de liens vers un même terme.
- Les liens externes sont à placer uniquement dans une section « Liens externes », à la fin de l'article. Ces liens sont à choisir avec parcimonie suivant les règles définies. Si un lien sert de source à l'article, son insertion dans le texte est à faire par les notes de bas de page.
- La présentation des références doit suivre les conventions bibliographiques. Il est recommandé d'utiliser les modèles {{Ouvrage}}, {{Chapitre}}, {{Article}}, {{Lien web}} et/ou {{Bibliographie}}. Le mode d'édition visuel peut mettre en forme automatiquement les références.
- Insérer une infobox (cadre d'informations à droite) n'est pas obligatoire pour parachever la mise en page.

Pour une aide détaillée, merci de consulter Aide:Wikification.
Si vous pensez que ces points ont été résolus, vous pouvez retirer ce bandeau et améliorer la mise en forme d'un autre article.
Pour plus de détails, voir Fiche technique et Distribution.
Fary l'ânesse est un court métrage sénégalais réalisé par Mansour Sora Wade. C'est une adaptation du conte  de Birago Diop, extrait de son recueil Les Contes d'Amadou Koumba. Ce court métrage est le deuxième du réalisateur sénégalais. 

## Synopsis
Un paysan aisé et au mauvais caractère nommé Serigne Ibra décide de se trouver une épouse. Ses critères  sont que sa future femme doit être d'une beauté parfaite et qu'aucune cicatrice ne doit être sur son corps. Cependant, aucune des femmes de son village ne répond à une telle exigence.  
Sa rencontre avec une femme très resplendissante et mystérieuse change sa vie. 

## Fiche technique
- Réalisateur : Mansour Sora Wade
- Image : Pierre-Olivier Larrieu
- Assistants Réalisateurs : Moussa Touré, Fousseynou Diagola
- Régie : Abdoul Hamid Seck
- Scripte : Anika Mattei
- Ingénieur du Son : Ndiouga Moctar Bâ
- Montage : Christian Billette
- Musique : Abdoul Aziz Dieng, Cheikh Tidiane Tall
- Décors : Issa Samb
- Accessoiriste : Thierno Amath Mbengue
- Production : Les Films du Baobab, MPA Production
- Assistant de production : Franck Colas
- Presse : Daba Sarr
- Maquillage : Kiné Diallo
- Coiffure : Salon Yëtu
- Effets spéciaux : Benoît Lestang
- Electro-machinistes : Rone Camara, Vieux Touré, Abass Wade
- Genre : Comédie dramatique[2]
- Durée : 21 minutes
- Pays : Sénégal
- Langue : Wolof[3]
- Support d'origine : 35 mm[4]
- Année : 1988

## Distribution
- Daouda Lam[5]
- Seynabou Niang
- Dienaba Diallo
- Amy Fall
- Mame Ndoumbé Diop
- Ndoumbé Diop
- Yankhoba Diop
- Ablaye Ndiaye Thiossane
- Lamine Ndiaye
- Nar Sène

## Production & Distribution
La production du film est assurée par deux maisons de production audiovisuelle : Les Films du Baobab (Sénégal) et M.P.A. Production. Fary l'ânesse bénéficie aussi d'une aide du ministère français de la coopération, du ministère sénégalais de la communication, de l'Office de Radiodiffusion Télévision du Sénégal (ORTS) mais aussi de la Puce Production. 
En outre, c'est la Cinémathèque de l'Afrique de l'Institut Français qui s'est chargée de la distribution. Il y a aussi California Newsreel (tous médias), La Sept (France et Télévisions) ainsi que Mongrel Media au Canada pour tous médias.